# Summer Too Hot
"Summer Too Hot" é uma canção gravada pelo cantor estadunidense Chris Brown de seu décimo primeiro álbum de estúdio 11:11. A canção foi lançada como o primeira música de trabalho do álbum em 23 de junho de 2023.
"Summer Too Hot" foi nomeada no 66º Grammy Awards na categoria Melhor Performance de R&B.

## Videoclipe
Em 18 de agosto de 2023, o artista lançou o videoclipe de "Summer Too Hot" no YouTube. O vídeo foi dirigido por Christian Breslauer.

## Desempenho comercial
Summer Too Hot estreou na posição 93 na Billboard Hot 100, marcando a centésima décima quinta entrada do artista no gráfico. na semana seguinte a canção caiu para a posição 96 no gráfico.

## Faixas
- Digital download and streaming[8][9]

1. "Summer Too Hot" (Sped Up) – 2:41
2. "Summer Too Hot" – 3:08

## Desempenho nas paradas musicais

### Gráficos semanais
| Gráficos (2023)                                    | Melhor posição |
| -------------------------------------------------- | -------------- |
| Estados Unidos (Billboard Hot 100)                 | 93             |
| Estados Unidos (Billboard R&B/Hip-Hop Songs)       | 26             |
| Estados Unidos (Billboard Mainstream Top 40)       | 31             |
| Estados Unidos (Billboard Hot R&B/Hip-Hop Airplay) | 11             |
| Estados Unidos (Billboard Rhythmic)                | 2              |
| Nova Zelândia (RMNZ Hot Singles)                   | 4              |
| Reino Unido (OCC Singles Sales)                    | 96             |

## Histórico de lançamento
| País    | Data                  | Formato                         | Edição          | Gravadora | Referência |
| ------- | --------------------- | ------------------------------- | --------------- | --------- | ---------- |
| Mundial | 20 de outubro de 2023 | fluxo de mídia descarga digital | Versão original | RCA CBE   | [ 8 ]      |
| Mundial | 26 de junho de 2023   | fluxo de mídia descarga digital | Versão Sped Up  | RCA CBE   | [ 9 ]      |